# Lagoa do Barro do Piauí
Lagoa do Barro do Piauí is een gemeente in de Braziliaanse deelstaat Piauí. De gemeente telt 4.692 inwoners (schatting 2009).